# IC 1261/1
IC 1261/1 је елиптична галаксија у сазвијежђу Змај која се налази на листи објеката дубоког неба у Индекс каталогу.
Деклинација објекта је + 71° 15' 50" а ректасцензија 17h 23m 20,7s. Привидна величина (магнитуда) објекта IC 1261 износи 15,0 а фотографска магнитуда 16,0. IC 12611 је још познат и под ознакама MCG 12-16-32A, CGCG 339-39, KCPG 514A, PGC 60185.